# 후금
금국(金國, 만주어: ᠠᡳᠰᡳᠨ
ᡤᡠᡵᡠᠨ 아이신 구룬 Aisin Gurun, 1616년 2월 17일, 1618년  ~ 1636년 5월 15일), 만주국(满洲國, 만주어: ᠮᠠᠨᠵᡠ
ᡤᡠᡵᡠᠨ  Manju Gurun, 대만주국(만주어: ᠠᠮᠪᠠ
ᠮᠠᠨᠵᡠ
ᡤᡠᡵᡠᠨ Amba Manju Gurun), 대금(大金, 만주어: ᠠᠮᠪᠠ
ᠠᡳ᠌ᠰᡳᠨ Amba Aisin)은 청나라의 전신이다.

## 역사
누르하치는 1583년 거병한 30여 년의 전쟁을 통하여 만주와 연해주 일대에 산재해 있던 퉁구스계 국가간의 패권투쟁에서 승리하였고, 새로운 세계를 만들어 내었으니 동서로는 동해로부터 요변(遼邊)에 이르기까지요, 북으로는 몽골 눈강(嫩江)까지, 남으로는 조선의 압록강까지였다. 동일한 언어로 말하는 자들이 모두 정복되었다. 이 해에 여러 부족이 합하여 하나가 되었으며, 복합 부족국가가 수립되었다., 그 정권은 독점적인 경제권의 집행과 그 때문에 생겨나는 부의 통제를 기반으로 설립된 지역 정권이었다. 하나가 된 여진 부족들에 대한 후금의 지배는 영역적 지배하기보다는 복속된 인민을 후금의 중심지인 허투 아라 일대로 이주시켜서 통치하는 인민 지배의 성격이 강했다. 이로 인해 입관하기 수십 년 전부터 요령라진 황무지가 되어 갔다.
제2대 황제인 홍 타이지는 조선을 공격하여 남방의 위협을 제거하고 차하르 몽골 및 명과의 전투와 대치를 계속해 가는 한편, 아버지를 이어 아무르 강 유역의 퉁구스계 족민들에 대한 회유와 공략을 지속적으로 추진했다. 1635년, 주션(여진)이라는 명칭을 금지하고 만주로 개명하였고, 1635년에는 릭단 칸의 사망으로 붕괴된 차하르부를 복속하고 이 과정에서 획득한 원나라의 옥새를 얻어 이를 명분으로 칭제건원하면서 국호를 대청(大淸, 만주어: ᡩᠠᡳᠴᡳᠩ Daicing)으로 바꾸었다.

## 같이 보기
- 청나라
- 금나라
- 건주여진
- 칠대한

## 참고 자료
- 이 문서에는 다음커뮤니케이션(현 카카오)에서 GFDL 또는 CC-SA 라이선스로 배포한 글로벌 세계대백과사전의 내용을 기초로 작성된 글이 포함되어 있습니다.

1. ↑  李國祁. 《中國歷史》. 三民出版社. ISBN 957-1406-562.
2. ↑  Crossley, Pemela Kyle. 《만주족의 역사》. 돌베게. 339쪽. ISBN 9788971995310.
3. ↑  李國祁. 《中國歷史》. 三民出版社. ISBN 957-1406-562.
4. ↑  清实录. 《满洲实录》. 中华书局出版. 283쪽. ISBN 9787-101-05626-6.
5. ↑  《만문로당》1627년 4월 기사, orin jakūn de. solho de karu unggihe bithei gisun. amba manju gurun i jacin beile. geren beise i bithe. coohiyan gurun i wang de unggihe.
6. ↑  장진근 역주. 《만주원루고》. 파워북. 36~27쪽. ISBN 978-89-8160-110-2.
7. ↑  《광해군일기》 중초본 139권, 만력 47년 4월 9일 임술 1번째기사, "時, 奴酋旣送鄭應井等, 又遣差人致)書稱以: "天命二年, 後金國汗, 諭朝鮮國王。" 枚數七宗惱恨, 歸怨中朝, 且求助己, 約以通和息兵。胡差至滿浦越邊, 結草幕以處, 王令過江入城, 款待贈物。 虜使之至我境, 自此始矣。"
8. ↑  《만문로당》 1621년 3월 21일 기사, mini gaiha babe. si ainu nungnembi seme gemu waha. ○ orin emu de. amaga aisin gurun i han. solho han de bithe unggirengge. suwe nikan de kemuni cooha dambi seci. da. darakū seci. giyang be doome genehe nikan be gemu amasi bederebu. te liyoodung ba i nikasa be warakū gemu ujifi uju fusifi.fe kemuni hafasa de hergen bufi ujimbi. suwe nikan de geli cooha dafi. jai minde ume hendure. suweni solho. tondo gurun. suweni sarkū aibi? suweni ciha dere.
9. ↑  趙展. 《滿洲歷史與文化》.
10. ↑  石橋崇雄 (2000). 《大清帝国》. 講談社. ISBN 978-4062581745.
11. ↑  Crossley, Pemela Kyle. 《만주족의 역사》. 돌베게. 140쪽. ISBN 9788971995310.
12. ↑  이훈. 《만주족 이야기》. 너머북스. 131~132쪽. ISBN 9788994606514.
13. ↑  이훈. 《만주족 이야기》. 너머북스. 108쪽. ISBN 9788994606514.

| 만주의 역사 | 만주의 역사        | 만주의 역사 |
| 이전 시대   | 후금 1616년~1636년 | 다음 시대   |
| ----------- | ------------------ | ----------- |
| 건주여진    | 후금 1616년~1636년 | 청나라      |